# Antonio Ferres
Antonio Ferres Bugeda (Madrid, 1 de marzo de 1924- Madrid, 11 de abril de 2020) fue un escritor español. Perteneciente a la generación del 50, destacó como novelista del realismo social, junto a autores de su mismo entorno cronológico como Juan García Hortelano, Alfonso Grosso, Rafael Sánchez Ferlosio, Ignacio Aldecoa, Jesús López Pacheco o Armando López Salinas.

## Biografía
Nació en Madrid en 1924, donde vivió hasta que en 1964 emigró a Francia, para trasladarse posteriormente a México y Estados Unidos. Ejerció diversos oficios, obteniendo el título de perito industrial, lo que le llevó a trabajar en los laboratorios del Ministerio de Obras Públicas, organización en la que era compañero de Ángel González y Juan García Hortelano. En 1956 obtuvo el Premio Sésamo por su cuento Cine de barrio. Ha colaborado en revistas españolas, americanas y europeas, y ha escrito cuentos y narraciones cortas, como las publicadas en 22 narradores españoles de hoy, una antología preparada por Félix Grande en 1971. Publicó en 1959 su primera novela, La piqueta, sobre el chabolismo, y como otros escritores denominados por la crítica como socio-realistas, sus primeras obras aparecieron en la editorial Destino y posteriormente en la editorial Seix Barral. En 1961 su novela Al regreso del Boiras fue prohibida cuando el editor Carlos Barral intentó publicarla, aunque apareció en 1975 en Venezuela (hasta 2002 no se ha reeditado en España). Fue prohibida también Los vencidos, publicada en Italia por la editorial Feltrinelli bajo el título I vinti en 1962, y fue reeditada en España en 2005. En 1964 obtuvo el premio Ciudad de Barcelona por Con las manos vacías. Ha sido profesor de teoría literaria entre 1965 y 1976 en universidades de Estados Unidos y México. 
Desde 1976 ha residido en Madrid. A partir de 1997 comenzó a publicar poesía (La inmensa llanura, La inmensa llanura no creada y La desolada llanura) sin abandonar la narrativa. La primera parte de sus memorias apareció en 2002 bajo el título Memorias de un hombre perdido. Reunió sus relatos en el libro El caballo y el hombre... (2008)
En las dos últimas décadas la editorial Gadir ha reeditado los títulos más significativos de su primera producción, así como publicado algunos de sus últimos libros.
Falleció en Madrid a los noventa y seis años, el 11 de abril de 2020.

## Obras
- La piqueta (1959), publicado por Gadir Editorial, 2009
- Caminando por las Hurdes (1960), con Armando López Salinas. Publicado por Gadir Editorial, 2006
- Los vencidos (edición italiana, 1962), publicado por Gadir Editorial, 2005
- Con las manos vacías (1964), premio Ciudad de Barcelona.
- Tierra de olivos (1964), publicado por Gadir Editorial, 2004
- Mirada sobre Madrid (1967)
- En el segundo hemisferio (1970)
- Ocho, siete, seis (1972)
- Al regreso del Boiras (1975)
- El colibrí con su larga lengua y otras historias (1977)
- Los años triunfales (1978)
- El gran gozo (1979)
- La vorágine automática (1982)
- Cuentos (1983)
- La muerte reincidente (1990)
- Los confines del reino (1997)
- En la inmensa llanura (1997)
- La inmensa llanura no creada (2000), premio Villa de Madrid de poesía.
- Memorias de un hombre perdido (2002)
- La desolada llanura (2005) , publicado por Gadir Editorial, 2005
- El torito negro (2005) , publicado por Gadir Editorial, 2005
- Crónica de amor de un fabricante de perfumes (2007) , publicado por Gadir Editorial, 2007
- El caballo y el hombre y otros relatos (2008), publicado por Gadir Editorial, 2008
- El otro universo, publicado por Gadir Editorial, 2010
- París y otras ciudades encontradas, publicado por Gadir Editorial, 2010
- La urraca y los días iluminados, publicado por Gadir Editorial, 2012
- El libro de los cambios y las hojas, publicado por Gadir Editorial, 2013
- El color amaranto, publicado por Gadir Editorial, 2017
- Madrid revisitado, con Gloria Fernández Sánchez. Publicado por Punto Rojo libros, 2018

## Sobre el autor
- Pablo Gil Casado, La novela social española. Barcelona: Editorial Seix Barral, 1968, pp. 177-189 y passim.
- José María Martínez Cachero, La novela española entre 1936 y el fin de siglo. Historia de una aventura. Madrid: Editorial Castalia, 1997, passim.
- Santos Sanz Villanueva, Diez novelistas españoles de postguerra: siete olvidados y tres raros. Madrid, Marenostrum Comunicación, 2010
- Domingo Ynduráin (Francisco Rico Ed.), Historia y crítica de la literatura española: época contemporánea (1939-1980). Barcelona: Editorial Crítica, 1980, passim.
- Francisco García Olmedo, Buscando a Antonio Ferres, Gadir, 2015.